# مارك إيفرت (منافس ألعاب قوى)
مارك إيفرت (بالإنجليزية: Mark Everett) هو منافس ألعاب قوى أمريكي، ولد في 2 سبتمبر 1968 في ميلتون في الولايات المتحدة.

## وصلات خارجية
- مارك إيفرت على موقع الاتحاد الدولي لألعاب القوى (الإنجليزية)
- مارك إيفرت على موقع أوليمبيديا (الإنجليزية)